# 上告受理の申立て
上告受理の申立て（じょうこくじゅりのもうしたて）とは、日本における民事訴訟において上告をすべき裁判所が最高裁判所である場合に、原判決に判例違反があるその他の法令の解釈に関する重要な事項を含むことを理由として、最高裁判所に対して上告審として受理することを求める申立てをいう（民事訴訟法318条1項）。
なお、刑事訴訟における事件受理の申立（刑事訴訟法406条）も、裁判実務上「上告受理の申立て」と呼ばれることがある。

## 概要
民事訴訟における法律解釈の統一を図る必要がある一方で、最高裁判所の過大な事務負担を軽減すべきと考えられたことから、刑事訴訟における上告受理と類似の制度として、平成10年1月1日施行の民事訴訟法の制定で導入した制度である。旧民訴法では、結論に影響を及ぼす法令違背も上告理由となっていたが、増大する上告事件により最高裁の負担が大きくなり、法令違背について裁量による上告受理制度とすることで負担軽減を図っている。
最高裁判所が上告受理の申立てがされた事件を受理するかどうかはその裁量に委ねられており（民事訴訟法318条1項）、たとえ客観的に法令の解釈に関する重要な事項を含む場合であっても事案の成熟性、その他の理由から受理がされない（上告受理申立不受理決定）こともある。最高裁判所が上告受理申立不受理決定をした場合であっても、それは原判決の法令解釈の正当性を最高裁判所が積極的に認めたと判断することはできない（Aという法令解釈を示す高裁判決に対する上告受理申立てが不受理となった後、最高裁判所がある上告受理申立を受理し、Aという解釈を否定してBという解釈を採用し、A解釈に基づく高裁判決を覆す判断を下すこともあり得る。）。
最高裁判所は上告を受理する場合であっても、申立ての理由中に重要でないと認めるものはこれを排除することができる（同条3項）。
受理がなされる事案の場合でも、高裁の判断が分かれるような事案の場合、実際は2～3年（長いものの場合は5年程度）にわたって決定を出すものを先延ばして、上告受理申立の件数がある程度蓄積するところを待ち、高裁の判決を変更する方を受理して、高裁の判決を維持する事件は上告不受理とすることが多い。高裁の判断は分かれていないが重要な法令解釈に関する事件で、高裁の判断を維持しようとする場合は、代表的な事件のみ受理して棄却判決を出し、ほかの事件は上告不受理とすることが多い。
最高裁判所が上告審として受理した後は、基本的に通常の上告と同様に扱われる。
上告受理申立制度について2001年2月13日に最高裁判所は裁判を受ける権利を規定した日本国憲法第32条に違反しないとする合憲判決を出している。